# Gare centrale de Magdebourg
La gare centrale de Magdebourg (en allemand : Magdeburg Hauptbahnhof) est une gare ferroviaire allemande, située au centre de la ville de Magdebourg, la capitale du Land de Saxe-Anhalt. Elle relie les différents moyens de transport ferroviaires des lignes nationales (InterCityExpress, InterCity), des lignes régionales (RegionalExpress, RegionalBahn) et du S-Bahn. 

## Histoire

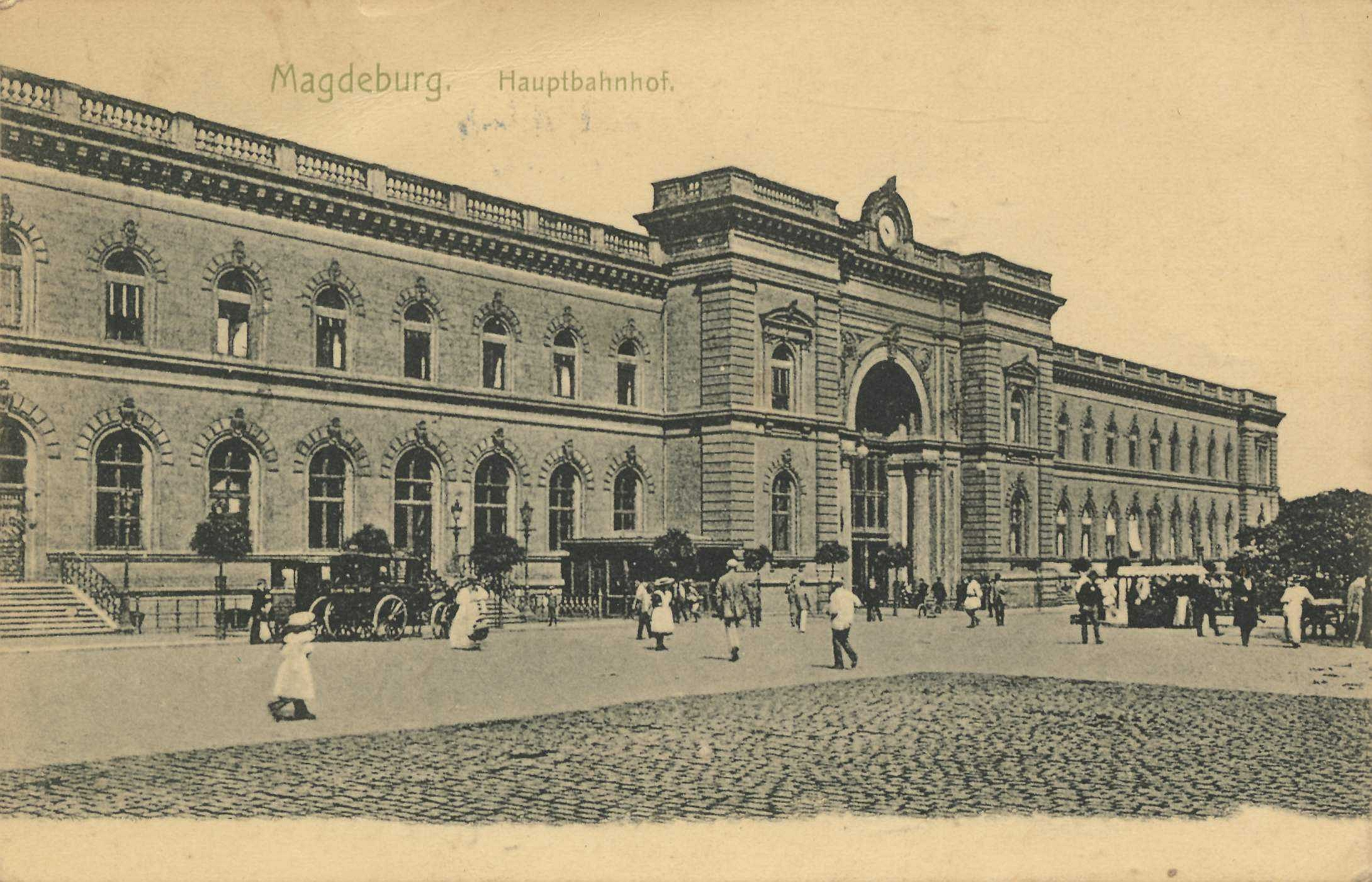
La gare de Magdebourg vers 1907.

Dans les années 1840 déjà, la ville de Magdebourg devint un nœud ferroviaire : la ligne de Magdebourg à Leipzig vie Köthen et Halle-sur-Saale est ouverte le 18 août 1840, suivie par la ligne à Halberstadt via Oschersleben le 15 juillet 1843 ; une liaison directe circulant entre Berlin et Magdebourg via Potsdam et Brandebourg-sur-la-Havel était établie en 1846. En 1870, la construction des installations ferroviaires à l'ouest du centre-ville de Magdebourg débuta. Les premiers trains à Burg circuleront le 15 mai 1873 et l'inauguration officielle de la gare centrale a eu lieu le 18 août. Les travaux des infrastructures ferroviaires n'ont pas été achevés qu'en 1893. 
Le bâtiment central a été dévasté au cours d'un bombardement aérien durant la Seconde Guerre mondiale le 16 janvier 1945. La reconstruction a débuté en 1946 à l'initiative des autorités de la zone d'occupation soviétique puis de la République démocratique allemande (RDA). Après la réunification allemande, une modernisation complète des installations est en cours depuis 2008.

### Accueil

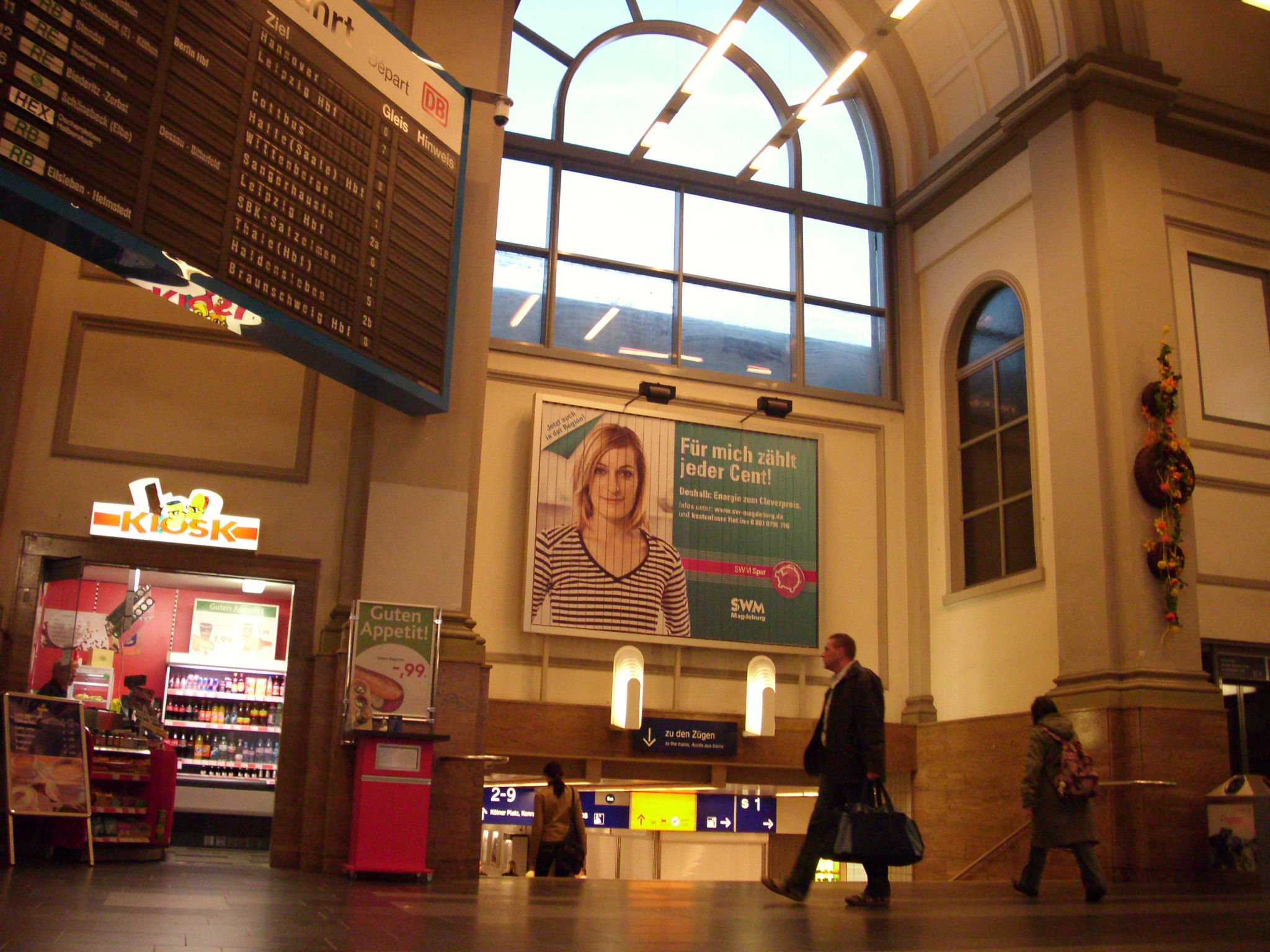
L'intérieur du bâtiment voyageurs

## Desserte
Réseau Grandes lignes de la DB : InterCityExpress, InterCity, EuroCity, RegionalExpress, RegionalBahn. Ligne S1 du S-Bahn de Magdebourg.

### Grandes lignes
| Ligne  | Villes étapes |
| ------ | --- |
| ICE 10 | Berlin – Potsdam – Magdebourg – Brunswick – Hanovre – Bielefeld – Dortmund – Duisbourg – Cologne                            |
| ICE 25 | Berlin – Potsdam – Magdebourg – Brunswick – Hildesheim – Cassel-Wilhelmshöhe Nuremberg – Munich                             |
| IC 55  | Dresde – Leipzig – Halle-sur-Saale – Köthen – Magdebourg – Brunswick – Hanovre – Bielefeld – Dortmund – Wuppertal – Cologne |
| IC 56  | Leipzig – Halle-sur-Saale – Köthen – Magdebourg – Brunswick – Hanovre – Brême – Oldenbourg – Emden – Norddeich Mole         |